# Jon-Hermann Hegg
Jon-Hermann Hegg, född 26 mars 1999, är en norsk sportskytt som tävlar i gevär.

## Karriär
Bland Heggs meriter kan nämnas dubbla lagguld i gevärsskytte vid Världsmästerskapen 2022 och 2023. Förutom tre lagguld på EM har han även två individuella EM-guld 2021 och 2024.